# 马非百
马非百（1896年—1984年），原名元材，字若村，男，湖南新化人，中国历史学家。